# Jelcz (Jelcz-Laskowice)
Jelcz – osiedle i część miasta Jelcz-Laskowice w powiecie oławskim, w woj. dolnośląskim.

## Nazwa
Pierwsza wzmianka o miejscowości w formie Ialche pochodzi z 1245 roku. Nazwa była także notowana w formach Jelcz (1268), Gelsch (1279), Jeltsch (1293), prope Jelzo (1315), Jelze (1315), Jelksch (1364), Jeltsch (1456), Gelsck (1638), Geltsch (1651-52), Jeltsch (1743), Jeltsch, Jalec (1845), Jeltsch, Jalec (1941), Jelcz – Jelcz, -a, jelecki (1946).
Nazwa została utworzona od nazwy osobowej Jalec albo Jelc(z) przez dodanie doń sufiksu dzierżawczego -jь, lub pochodzi od rzeczownika pospolitego jelec, odnoszącego się do ryby z rodziny karpiowatych. 
Do języka niemieckiego nazwa weszła w postaci Jeltsch.

## Historia
Dawniej uprzemysłowiona samodzielna wieś na Dolnym Śląsku w woj. wrocławskim (Jelczańska fabryka samochodów ciężarowych i autobusów „Jelcz”). W latach 1945–54 siedziba gminy Jelcz (oddzielnej od gminy Laskowice Oławskie), składającej się z wsi: Górnik, Jelcz, Łęg, Nowy Dwór, Ratowice i Stary Otok.  
W latach 1954–1968 wieś należała i była siedzibą władz gromady Jelcz, po jej zniesieniu w gromadzie Laskowice Oławskie, po przywróceniu gmin w  gminie Laskowice Oławskie. 1 stycznia 1987 roku w połączeniu z Laskowicami Oławskimi utworzyła miasto Jelcz-Laskowice, będące siedzibą gminy miejsko-wiejskiej Jelcz-Laskowice.
W latach 1975–1986 miejscowość położona była w woj. wrocławskim.